# Reserva nacional del lago Bogoria
La reserva nacional del lago Bogoria es una reserva natural nacional situada en la provincia del Valle de Rift de Kenia. Es un área de conservación administrada por el condado de Baringo y el Servicio de Vida Silvestre de Kenia.

## Características de la reserva
La reserva cubre un área de 10 700 hectáreas (107 km²), de los que 32 km² corresponden al lago. Fue inaugurado en noviembre de 1970. La reserva nacional del lago Bogoria está rodeada por los montes Aberdare, su lago se alimenta principalmente del río Waseges. El lago está rodeado de pastizales con arbustos. La reserva se cubre de bosques de acacias, y pantanos al norte. En 1999, la reserva fue presentada como candidata a Patrimonio de la Humanidad.

## Fauna
La reserva ha registrado 135 especies de aves, entre las que se incluyen flamencos y águilas rapaces. El área es uno de los 30 sitios de reproducción que usan los flamencos en todo el mundo, pudiendo llegar a concentrar hasta 3 millones de flamencos enanos durante la época de reproducción. La reserva tiene manadas de gran kudú, búfalos, cebras, también habitan guepardos, babuinos, jabalíes, hienas manchadas e impalas.